# Polyommatus dzhemagate
Polyommatus dzhemagate är en fjärilsart som beskrevs av Leo Andrejewitsch Sheljuzhko 1934. Polyommatus dzhemagate ingår i släktet Polyommatus och familjen juvelvingar. Inga underarter finns listade i Catalogue of Life.